# Fabian Norsten
Fabian Norsten (Tyresö, 11 de junio del 2000) es un jugador de balonmano sueco que juega de portero en el Aalborg Håndbold. Es internacional con la selección de balonmano de Suecia.
Su primer gran campeonato con la selección fue el Campeonato Mundial de Balonmano Masculino de 2025.

## Palmarés

### Aalborg
- Liga danesa de balonmano (1): 2024

## Clubes
| Club             | País      | Año       |
| ---------------- | --------- | --------- |
| Hammarby IF      | Suecia    | 2018-2019 |
| IFK Skövde       | Suecia    | 2019-2022 |
| VfL Gummersbach  | Alemania  | 2022-2023 |
| Aalborg Håndbold | Dinamarca | 2023-Act. |